# Dope D.O.D.
Dope D.O.D. este o formație de rap din Groningen, Olanda. Membrii trupei sunt: Jay Reaper, Skits Vicious și Dr. Diggles. Fostul membru al trupei, Dopey Rotten a ieșit din Dope D.O.D. din cauza unei boli, dar acesta încă rămâne un membru foarte important. Actualii membri au spus că în viitor își doresc ca Dopey să se întoarcă în trupă.

## Discografie

### Albume de studio
- 2011: Branded
- 2013: Da Roach
- 2014: Master Xploder
- 2016: Acid Trap
- 2017: Shotgunz in Hell

### EP-uri
- 2011: The Evil E.P.
- 2015: The Ugly E.P.